# Cách mạng Pháp
Cách mạng Pháp, sử liệu Marxist thường gọi là Cách mạng tư sản Pháp, là một sự kiện quan trọng trong lịch sử Pháp vào cuối thế kỷ XVIII, diễn ra từ năm 1789 đến năm 1799, khi lực lượng tự do-dân chủ và cộng hòa đã lật đổ chế độ quân chủ chuyên chế tại Pháp. Đến năm 1799, Napoléon Bonaparte trở thành tổng tài của Đệ Nhất Cộng hòa Pháp sau một cuộc đảo chính, đặt dấu chấm hết cho cuộc cách mạng này. Nó được xem là quan trọng hơn các cuộc cách mạng khác tại Pháp sau này, vì đã kết thúc chế độ phong kiến tại quốc gia Tây Âu này. Nó cũng làm giảm quyền lực chuyên chế và đề cao sức mạnh của nhân dân.
Cuộc cách mạng đã giải phóng các tư tưởng tiến bộ xã hội Pháp khỏi sự kìm hãm dưới chế độ phong kiến, trở thành mối đe dọa đến sự tồn tại của các quốc gia theo chế độ phong kiến thời bấy giờ.
Trong khoảng thời gian từ năm 1760 đến năm 1840, nước Pháp đóng vai trò quan trọng trên cục diện chính trị quốc tế, ảnh hưởng sâu sắc tới các nước khác như Ireland, Ba Lan, Hà Lan, Ý,... và là trung tâm của các phong trào trí thức trong thế kỷ XVIII. Khoa học của nước Pháp đã dẫn đầu thế giới. Phần lớn các tác phẩm văn hóa và chính trị đều được viết bằng tiếng Pháp, và được các nhà trí thức thuộc nhiều quốc gia tìm đọc và các ý tưởng, sáng kiến, phát minh của người Pháp được các dân tộc khác trên thế giới theo dõi và bắt chước. Tiếng Pháp trở thành một ngôn ngữ quốc tế, dùng cho các nhà trí thức và giới quý tộc của nhiều quốc gia tại châu Âu.
Nước Pháp với dân số 24 triệu người vào giữa thế kỷ XVIII, là miền đất giàu có và đông dân bậc nhất dưới quyền một chính phủ trung ương, trong khi nước Đức láng giềng còn bị chia rẽ, đế quốc Nga mới chỉ bắt đầu phát triển, thậm chí tổng dân số của cả nước Anh và Scotland cũng chỉ khoảng 10 triệu người. Kinh đô của nước Pháp, Paris, tuy nhỏ hơn so với thành phố London về diện tích, nhưng lại rộng gấp hai lần các thành phố Viên và Amsterdam. Tiền vàng của nước Pháp được lưu hành khắp châu Âu và chiếm một nửa số lượng ngoại tệ giao dịch, trong khi lượng hàng hóa xuất cảng từ Pháp qua các nước châu Âu khác lớn hơn nhiều lượng hàng hóa từ nước Anh.
Nhưng trong hoàn cảnh phát triển với ảnh hưởng rộng lớn như vậy, cuộc Cách mạng Pháp đã bùng nổ, làm rung động cả châu Âu, đã lật đổ chế độ cũ bằng một thứ "xã hội mới" và là một khuôn mẫu mà các phong trào cách mạng sau này hướng vào, coi cuộc Cách mạng Pháp năm 1789 là một cuộc cách mạng đi trước. Những giá trị của cuộc Cách mạng vẫn có sức ảnh hưởng to lớn đến nền chính trị Pháp và châu Âu cho đến ngày nay. Khẩu hiệu "Tự do, bình đẳng, bác ái" cũng như bài hát quốc ca của Pháp La Marseillaise đều được ra đời từ cuộc cách mạng.
Cách mạng Pháp được xem là kết quả của những tư tưởng trong Thời kỳ Khai sáng với mơ ước thiết lập một xã hội của nhân tính, lý tính và tự do.
Cuộc cách mạng đã làm sụp đổ chế độ phong kiến ở Pháp, đồng thời giải phóng cho nhân dân, phân chia ruộng đất công bằng, bãi bỏ các đặc quyền của giới tinh hoa và thiết lập quyền bình đẳng giữa mọi người. Trên phạm vi toàn cầu, Cách mạng Pháp đã dẫn tới sự bùng nổ của các cuộc cách mạng dân chủ và sự ra đời của các nền cộng hòa, báo hiệu sự cáo chung của chế độ phong kiến trên toàn thế giới.
Cách mạng Pháp đem lại nguồn cảm hứng cho giới trí thức châu Âu, khiến họ tin rằng mọi người đều có thể làm cho xã hội tốt đẹp hơn. Nó đã trở thành điểm khởi đầu cho sự phát triển của tất cả các hệ tư tưởng chính trị hiện đại, dẫn đến sự ra đời và phổ biến của chủ nghĩa tự do, chủ nghĩa cực đoan, chủ nghĩa dân tộc, chủ nghĩa thế tục, chủ nghĩa xã hội, chủ nghĩa cộng sản và nhiều tư tưởng khác.
Đặc biệt, cuộc cách mạng năm 1789 không chỉ thay đổi bộ mặt nước Pháp, mà còn đem đến cho toàn thể nhân loại niềm tin vào một thời đại mới tiến bộ và công bằng hơn.
Tuy nhiên, sự quá khích của một số lãnh đạo cách mạng và quần chúng đã dẫn đến một thời kỳ đầy bạo lực (Thời đại khủng bố), được tiếp nối bằng nhiều cuộc chiến tranh tàn khốc trên toàn châu Âu. Các cuộc chiến này đem tinh thần của cách mạng Pháp phổ biến ra toàn châu Âu và làm đảo lộn trật tự cũng như thay đổi sâu sắc cơ cấu xã hội tại các nước châu Âu.

## Nguyên nhân
Cách mạng Pháp là kết quả của rất nhiều yếu tố dài hạn và ngắn hạn mà đã đóng góp vào khủng hoảng chính trị, kinh tế, tài chính và xã hội cuối những năm 1780. Sự kháng cự cải cách của tầng lớp tinh hoa, cộng thêm sự thiếu dứt khoát trong khâu hoạch định chính sách của Louis XVI và nội các của ông, đã khiến nhà nước bất lực trong công tác kiểm soát khủng hoảng.
Giữa năm 1715 và 1789, dân số Pháp tăng từ 21 lên 28 triệu người. Tỷ lệ cư dân ở các thành thị tăng 20%; riêng Paris có hơn 600.000 cư dân. Tầng lớp nông dân cấu thành 80% nhân khẩu; trong khi tầng lớp trung lưu đã tăng gấp ba trong vài thập kỷ qua, đạt gần 10% nhân khẩu vào năm 1789. Pháp thế kỷ thứ 18 trải qua một thời kỳ phồn thịnh kinh tế mạnh mẽ, tuy nhiên thì sự giàu có này phân bố không đồng đều giữa các nhóm nhân khẩu và các vùng địa lý. Dân chúng kiếm sống bằng nghề nông, cho thuê đất, thuê có lãi và giao thương với các thuộc địa nô lệ hải ngoại của Pháp thu về nhiều lợi lộc, trong khi mức sống của người làm công ăn lương và tá điền thì bấp bênh hơn bao giờ hết. Bất bình đẳng kinh tế dâng cao làm nảy sinh xung đột giai cấp. Bên cạnh đó, cuộc suy thoái kinh tế năm 1785 và các vụ mùa thất bát những năm 1787 và 1788 dẫn tới tinh trạng thất nghiệp và đẩy cao giá lương thực, trùng khớp với khủng hoảng tài chính và chính trị đang diễn ra trong chế độ quân chủ.
Tuy Pháp thời kỳ này cũng bị ảnh hưởng bởi khủng hoảng nợ, bản thân mức nợ được coi là không quá cao, nhất là khi so với mức nợ của nước Anh đương thời. Một vấn đề khác đó là sự biến thiên rất lớn của thuế suất giữa các khu vực, thường có chênh biệt rất đáng kể khi so với mức thuế chính thức, và được thu thập một cách không nhất quán. Điều này khiến người nộp thuế cảm thấy không chắc chắn về mức thuế chính thức, hệ quả là sự ngờ vực chính phủ. Các nỗ lực nhằm đơn giản hóa hệ thống thu thuế bị các Parlement, cơ quan có quyền đề bạt chính sách tài chính ở cấp địa phương, ngăn cản. Với tình hình này, hội nghị ba đẳng cấp được triệu tập và bị cực đoan hóa bởi cuộc đấu tranh nhằm kiểm soát chính sách tài chính công.
Louis XVI sẵn lòng cân nhắc cải cách, song ông thường rút lui khi phải đối mặt với các thành phần bảo thủ phản động bên trong tầng lớp quý tộc. Phê phán Khai sáng đối với các thiết chế xã hội được thảo luận công khai bởi tầng lớp tinh hoa có học thực của Pháp, trong khi Cách mạng Mỹ và làn sóng khởi nghĩa ở châu Âu những năm 1780 đã truyền cảm hứng cho công chúng để tranh biện về các đề tài mới nổi như chủ nghĩa ái quốc, tự do, bình đẳng và quyền tham chính của nhân dân trong lập pháp. Những tư tưởng cách tân này đã góp phần định hình phản ứng của công chúng có học thức đối với cuộc khủng hoảng mà nhà nước họ đang đương đầu. Ngoài ra, hàng loạt các vụ bê bối như vụ Vòng cổ Kim cương đã làm giảm sút đáng kể uy tín của triều đình, quý tộc và tăng lữ.

## Khủng hoảng củaAncien Régime

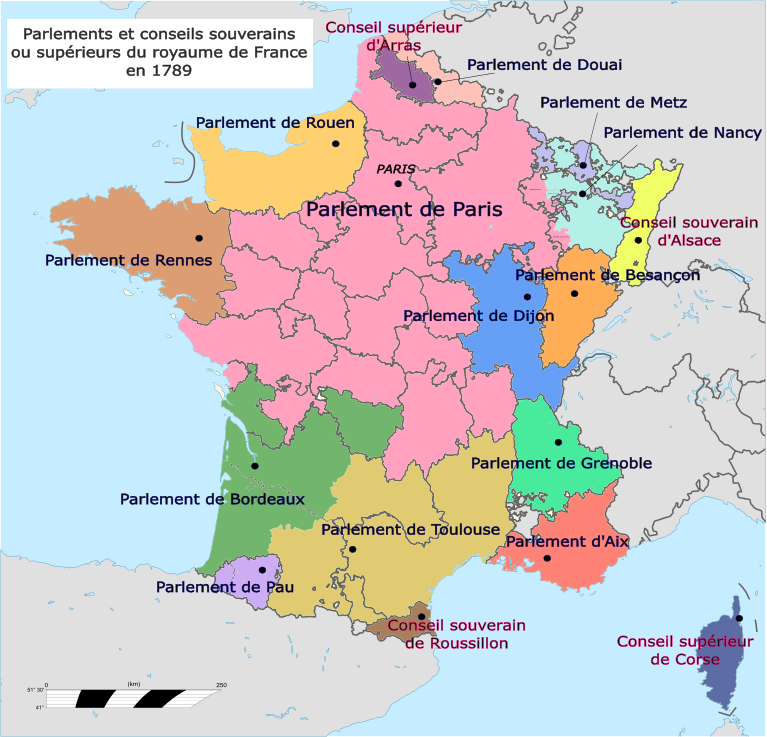
Các Parlement địa phương của Vương quốc Pháp vào năm 1789

### Khủng hoảng tài chính và chính trị
Pháp chủ yếu tài trợ cho cuộc chiến với Anh vào những năm 1778 và 1783 bằng các khoản vay từ nước ngoài. Sau khi hòa bình lập lại, chế độ quân chủ tiếp tục vay nặng nên rơi vào cảnh nợ nần trầm trọng. Tới năm 1788, ngót nửa doanh thu của nhà nước được dùng duy cho mục đích trả nợ. Năm 1786, Bộ trưởng Tài chính Pháp Charles Alexandre de Calonne đề xuất một gói cải cách kinh tế với các chủ trương chính như sau: giới thiệu thuế đất cơ bản, bãi bỏ sự kiểm soát ngặt nghèo đối với ngũ cốc và thuế quan nội địa, và lập ra các nghị viện địa phương do nhà vua phân công. Dầu vậy, các khoản thuế mới bị khước từ bởi Hội đồng Nhân sĩ do tầng lớp quý tộc bầu ra và thâu tóm, rồi về sau lại tiếp tục bị từ chối bởi các parlement khi Étienne Charles de Loménie de Brienne lên kế nhiệm Calonne. Với tình hình đó, giới nhân sĩ và parlement cho rằng chỉ Hội nghị ba đẳng cấp mới có khả năng phê duyệt các khoản thuế mới.
Xung đột giữa chính quyền trung ương và các parlement địa phương đã trở thành vấn nạn quốc gia. Hai bên đều đưa ra hàng loạt các phát biểu công khai nhằm hợp thức hóa hành động của mình: chính quyền trung ương thì cho rằng họ đang đấu tranh chống lại đặc quyền đặc lợi của tầng lớp thống trị, các parlement thì cho rằng họ đang đấu tranh vì truyền thống của quốc gia. Dư luận ủng hộ phe parlement và các cuộc biểu tình diễn ra rầm rộ ở nhiều thị trấn. Các nỗ lực kêu gọi phát hành công trái của Brienne đều thất bại, và vào ngày 8 tháng 8 năm 1788, ông thông cáo rằng nhà vua sẽ triệu tập Hội nghị ba đẳng cấp vào tháng 5 năm sau. Brienne từ nhiệm ngay sau đó và được thay thế bởi Jacques Necker.
Tháng 9 năm 1788, parlement của Paris ra lệnh triệu tập Hội nghị ba đẳng cấp tương tự như năm 1614, quy tụ đầy đủ cả ba tầng lớp là tăng lữ, quý tộc và bình dân. Theo lệ, mỗi đẳng cấp sẽ đầu phiếu riêng để quyết định chính sách của mình nhưng khi đếm phiếu thì chỉ dựa trên phiếu đại diện của từng đẳng cấp. Lợi dụng cơ cấu này mà tầng lớp tăng lữ và quý tộc có thể hiệp thương với nhau để thắng phiếu Đẳng cấp thứ ba mặc dù chỉ chiếm 5% dân số.
Theo sau sự nới lỏng kiểm duyệt và các luật cấm lập hội, một nhóm quý tộc tự do và hoạt động viên thuộc tầng lớp trung lưu, tự xưng là Hội Tam Thập, đã vận động nhà vua cho phép tăng gấp đôi số lượng đại biểu của Đẳng cấp thứ ba và thay luật đếm phiếu dựa theo đại diện bằng luật đếm phiếu dựa theo số đầu người. Bắt đầu từ ngày 25 tháng 9 năm 1788, trung bình cứ một tuần lại có 25 pam-fơ-lê chính trị mới được xuất bản ở Pháp. Emmanuel Joseph Sieyès đã cho ra đời bài chính luận hết sức ảnh hưởng có tựa Đẳng cấp thứ ba là gì? nhằm tố cáo các đặc quyền đặc lợi của tăng lữ và quý tộc, đồng thời khẳng định rằng Đẳng cấp thứ ba là đại diện của nhân dân và vì vậy xứng đáng có chỗ ngồi riêng trong Quốc hội. Những nhà hoạt động chính trị như Mounier, Barnave và Robespierre tổ chức các cuộc mít-tinh và kiến nghị thay mặt Đẳng cấp thứ ba ở các thị trấn địa phương. Vào tháng 12, nhà vua chấp thuận việc tăng gấp đôi số đại biểu của Đẳng cấp thứ ba, nhưng phó thác cho Hội nghị ba đẳng cấp xem xét việc cấp quyền đếm phiếu dựa theo số đầu người.

### Hội nghị ba đẳng cấp 1789

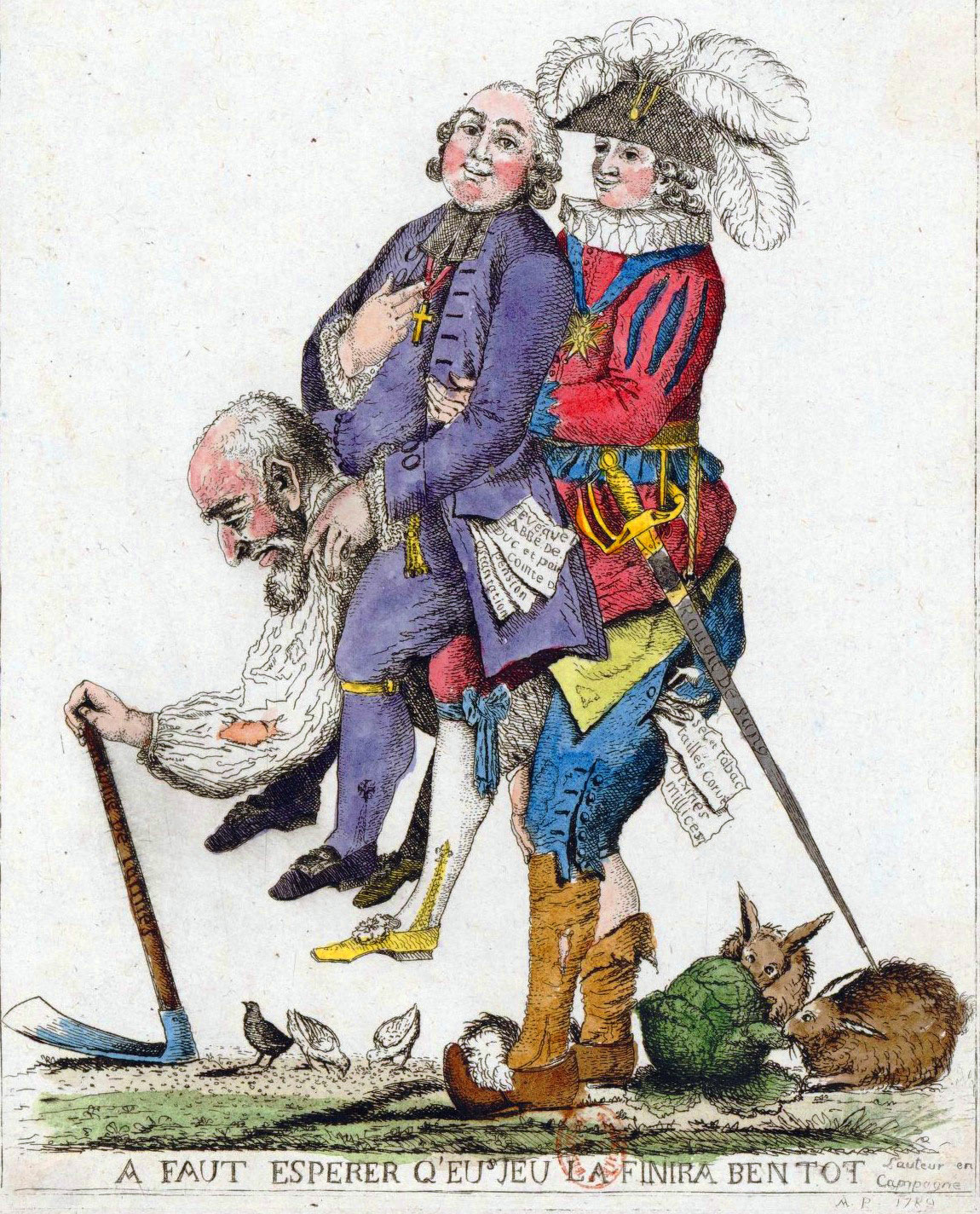
Biếm họa Đẳng cấp thứ ba nai lưng cõng Đẳng cấp thứ nhất (tăng lữ) và Đẳng cấp thứ hai (quý tộc)

Hội nghị ba đẳng cấp bao gồm: Đẳng cấp thứ nhất đại diện cho 100.000 tăng lữ, Đẳng cấp thứ hai đại diện cho quý tộc và Đẳng cấp thứ ba đại diện cho "bình dân". Vì lẽ ba bộ phận này hội kiến riêng biệt, và mỗi đề xuất chính sách phải được ít nhất hai đẳng cấp bất kỳ nhất trí, Đẳng cấp thứ nhất và thứ hai hoàn toàn có khả năng thắng phiếu Đẳng cấp thứ ba mặc dù chỉ đại diện cho 5% dân số.
Tuy Giáo hội Công giáo Pháp sở hữu gần 10% đất đai toàn quốc và có quyền thu thuế thập phân từ nông dân, 3/4 trong số 303 tăng lữ được bổ nhiệm đều là các cha xứ, nhiều trong số họ lĩnh lương bổng thấp hơn cả lao động phổ thông, chia sẻ nhiều điểm chung với giáo dân nghèo hơn là với các giám mục thuộc Đẳng cấp Thứ nhất.
Đẳng cấp Thứ hai tiến cử 322 đại biểu, đại diện cho khoảng 400.000 quý tộc sở hữu gần 25% đất đai toàn quốc và có quyền thu tô thuế từ các tá điền dưới trướng họ. Hầu hết đại biểu là các thành viên của tầng lớp noblesse d'épée sống ở thành thị, còn gọi là giới quý tộc truyền thống. Cận thần và đại diện của noblesse de robe (tầng lớp có địa vị quý tộc nhờ giữ các chức vụ lập pháp và hành chính) có số lượng không đáng kể.
Trong số 610 đại biểu của Đẳng cấp Thứ ba, 2/3 đại biểu có năng lực pháp lý và gần nửa đại biểu giữ các chức vụ dễ bị mua chuộc. Ít hơn 100 đại biểu hành nghề giao thương hoặc thủ công nghiệp và không có đại biểu nào là nông dân hoặc nghệ nhân. Để hỗ trợ công tác tham chính, mỗi khu vực phải hoàn thành một bản danh sách phàn nàn có tên là Cahiers de doléances. Theo đó, nạn bất bình đẳng tô thuế thường đứng đầu các bản cahiers de doleances.
Ngày 5 tháng 5 năm 1789, ba đẳng cấp hội họp tại Cung điện Versailles. Tại đây, Necker nêu vắn tắt về ngân sách nhà nước và nhắc lại quyết định của nhà vua rằng mỗi đẳng cấp nên đồng thuận về vấn đề mà họ muốn đưa ra để cả ba bên cùng bỏ phiếu. Ngày tiếp theo, mỗi đẳng cấp tự xác minh độ uy tín của các đại biểu của mình. Tuy nhiên, Đẳng cấp thứ ba lại bỏ phiếu để mời các đẳng cấp khác xét duyệt tất cả các đại biểu của Hội nghị cùng nhau và đồng thuận đếm số phiếu theo đầu người. Đàm phán bất thành kéo dài đến ngày 12 tháng 6 đã khiến Đẳng cấp thứ ba đành tự xét duyệt các đại biểu của mình. Ngày 17 tháng 6, Đẳng cấp thứ ba tuyên bố tự xưng là Quốc hội Pháp và vô hiệu hóa tất cả các loại thuế hiện thời. Trong vòng hai ngày sau, hơn 100 tăng lữ của Đẳng cấp thứ hai đã gia nhập cùng họ.

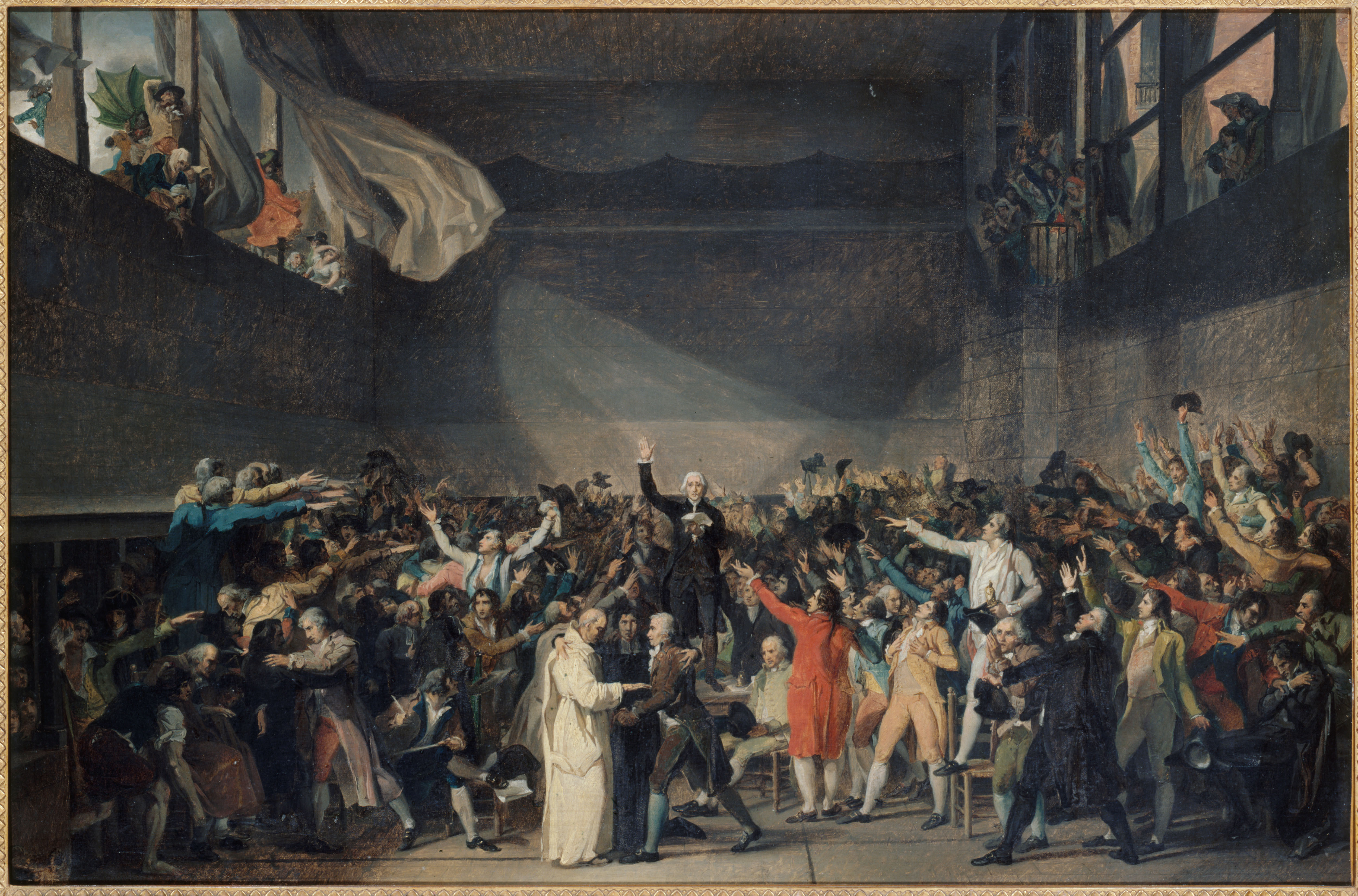
Le Serment du Jeu de paume của Jacques-Louis David (k. 1791), khắc họa Lời thề sân tennis

Run sợ trước thách thức đối với quyền lực của mình, nhà vua đã đồng ý là sẽ thông báo việc thực hiện một đợt cải cách tại Phiên họp Hoàng tộc của Hội nghị Ba đẳng cấp. Salle des États đóng cửa trong thời gian diễn ra phiên họp liên tịch, nhưng trớ trêu ở chỗ, các đại biểu của Hội nghị Ba đẳng cấp không được thông tin trước về chuyện này. Ngày 20 tháng 6, vì thấy hội trường đóng cửa mà không rõ lý do, các đại biểu của Đẳng cấp thứ ba đã kéo nhau ra sân tennis gần đó và thề nguyện là sẽ không tản mác cho tới khi một hiến pháp mới được thông qua.